# لورين إمبري
لورين إمبري (بالإنجليزية: Lauren Embree)‏ مواليد 10 يناير 1991 في نيبلز، هي لاعبة كرة مضرب أمريكية بدأت مسيرتها كمحترفة سنة 2013. أعلى تصنيف لها في الفردي كان المركز الـ 232 في سنة 2015. فازت ببطولة ويتشيتا للفردي في سنة 2008.

## روابط خارجية
- لورين إمبري على موقع رابطة محترفات التنس (الإنجليزية)
- لورين إمبري على موقع الاتحاد الدولي لكرة المضرب (الإنجليزية)
- لورين إمبري على موقع خلاصة التنس.كوم (الإنجليزية)
- لورين إمبري على موقع إي إس بي إن.كوم (الإنجليزية)